# Mapa topográfico

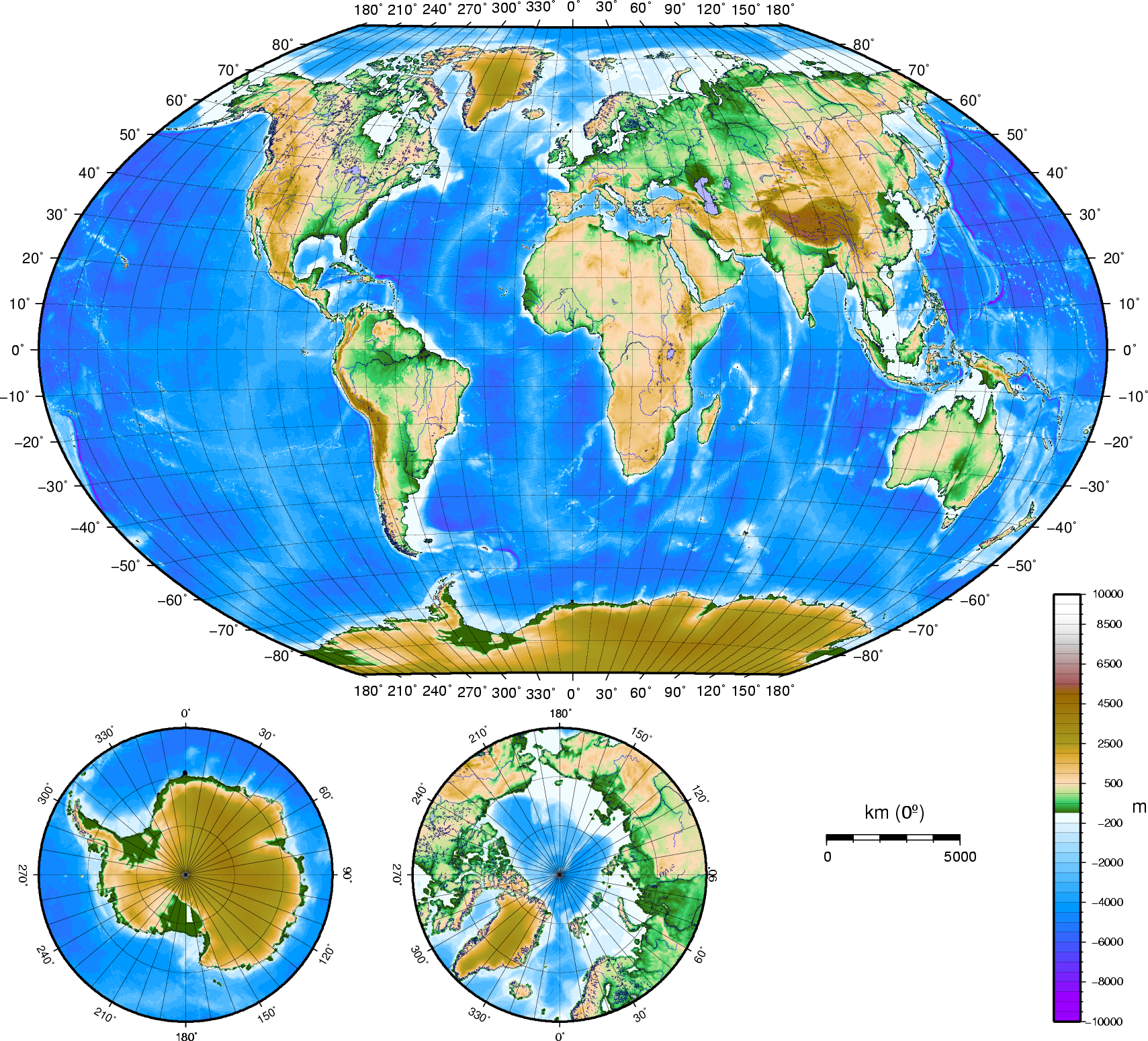
Mapa topográfico de la Tierra.

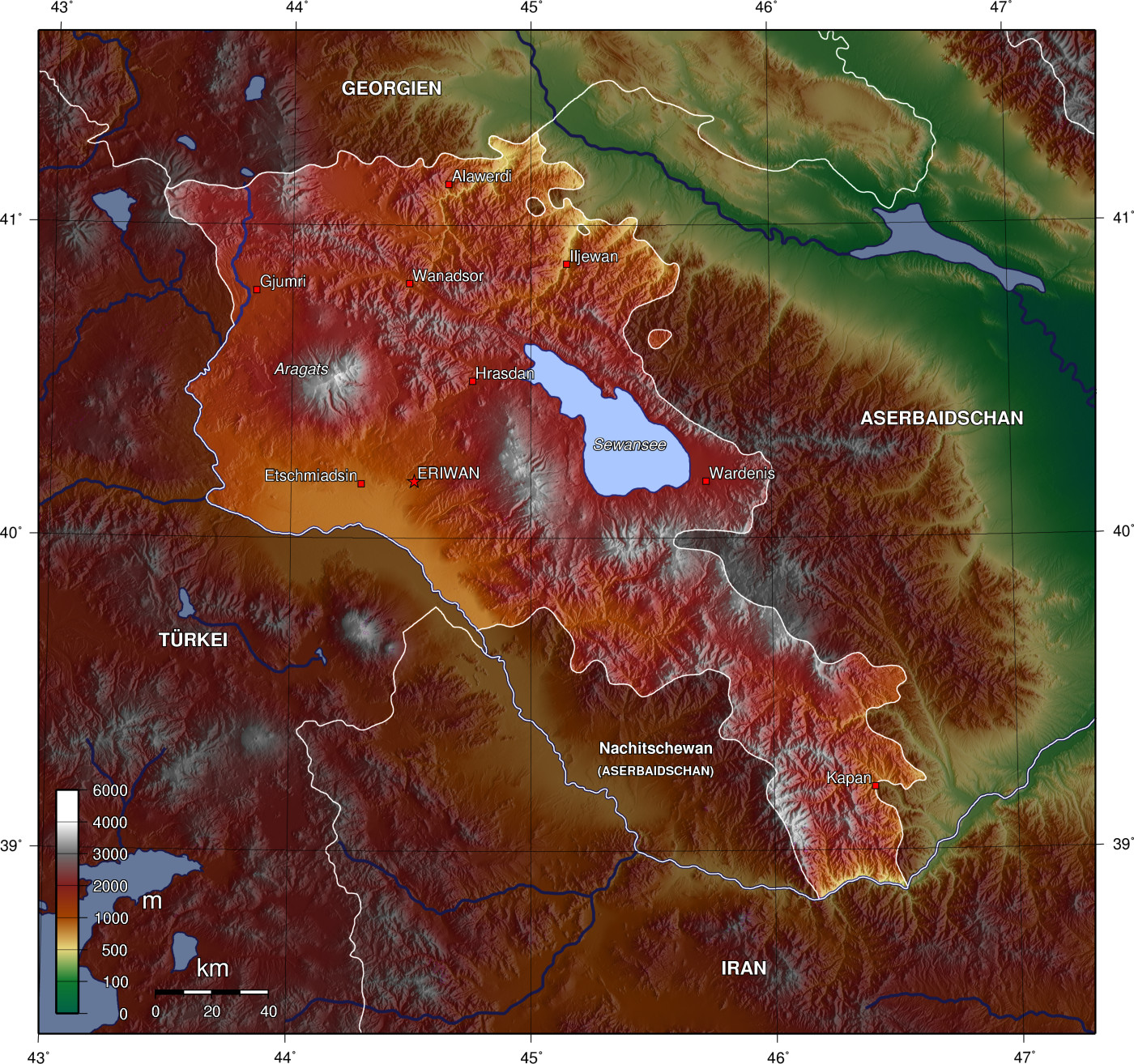
Mapa topográfico de Armenia.

Un mapa topográfico (también llamado físico) es una imagen, generalmente del relieve de la superficie terrestre, a una escala definida. A diferencia de los planos topográficos, los mapas topográficos representan amplias áreas del territorio: una zona provincial, una región, un país o el mundo. En ellos se incluyen curvas de nivel, que permiten reflejar la forma de la superficie de la Tierra.
La utilización de colores en los diversos niveles con otros símbolos y trazos auxiliares permite reconocer montañas, valles, ríos, altozanos y otras características del terreno. También se incluye información sobre construcciones humanas, tales como poblaciones, carreteras, puentes, presas, líneas eléctricas, distintas plantaciones, etc.
Un plano es la representación gráfica de una zona determinada. Los planos utilizados para saber orientarse en las actividades de aire libre, suelen ser a escala 1:25.000 o 1:50.000, denominados planos topográficos. 
Para orientar un plano, se pone este de forma horizontal sobre una superficie lisa y firme, colocando la brújula sobre el mismo, en paralelo con una de las líneas verticales (meridiano) de las cuadrículas, estando el limbo móvil a 0º, y haciendo coincidir de esta forma la aguja imantada con la flecha de orientación y la de dirección. Para ello, será necesario mover el plano junto con la brújula hasta hacerlos coincidir. Una vez todo ello en paralelo con el meridiano del plano, ya se puede tomar la ruta correcta que se ha de seguir.